# 瑪麗珍·米克
玛丽珍·艾格尼丝·米克（Marijane Agnes Meaker，1927年5月27日—2022年11月21日）是一位美国作家。她创作了许多悬疑小说和犯罪小說。2022年11月21日，米克在家中因心肺骤停去世，享年95岁。 